# Austin Powers dans Goldmember
Pour les articles homonymes, voir Powers.
Série Austin Powers
Austin Powers 2 : L'Espion qui m'a tirée
(1999)
Pour plus de détails, voir Fiche technique et Distribution.
Austin Powers dans Goldmember ou Austin Powers contre l'homme au membre d'or au Québec et au Nouveau-Brunswick (Austin Powers in Goldmember) est un film américain-britannique de Jay Roach sorti en 2002.

## Synopsis
Une fois de plus, Austin Powers et le Docteur Denfer s'affrontent. Mais cette fois-ci, le meilleur agent secret de Grande-Bretagne se trouve face à un nouvel ennemi : Goldmember, qui a enlevé son père Nigel Powers. Ensemble, le Docteur Denfer et Goldmember projettent de noyer le monde dans les profondeurs des océans ; dès lors, Austin Powers se retrouve confronté à la double mission de libérer son père et de contrecarrer le plan diabolique du Docteur Denfer et de Goldmember.

## Fiche technique
Sauf indication contraire, les informations mentionnées dans cette section peuvent être confirmées par la base de données cinématographiques IMDb,  présente dans la section « Liens externes ».
- Titre original : Austin Powers in Goldmember[Note 1]
- Titre français : Austin Powers dans Goldmember[Note 2]
- Titre québécois : Austin Powers contre l'homme au membre d'or[Note 3]
- Réalisation =  Jay Roach
- Musique : George S. Clinton et Quincy Jones
- Photographie : Peter Deming
- Montage : Greg Hayden (de) et Jon Poll
- Société de distribution : Universal Studios Home Video Canada
- Format : 2.35:1
- Langue : anglais
- Genre : Comédie
- Dates de sortie[1] :
  - États-Unis et Canada : 26 juillet 2002
  - France et Belgique : 23 octobre 2002
  - Norvège : 19 aout 2002 (Festival international du film norvégien de Haugesund)
- Classification[2] :
  -  États-Unis : PG-13 - Parents Strongly Cautioned  (Certaines scènes peuvent heurter les enfants de moins de 13 ans - Accord parental recommandé, film déconseillé aux moins de 13 ans) (Classé PG-13 pour insinuations sexuelles, humour grossier et langage).
  -  France : Tous publics (visa d'exploitation no 106621 délivré le 23 octobre 2002)[3].

## Distribution
- Mike Myers (VF : Emmanuel Curtil et VQ : Benoît Rousseau) : Austin Powers / Docteur Denfer (Doctor Evil en VO, Docteur Terreur en VQ) / Goldmember / Gras-Double (Fat Bastard en VO, Ventripotent en VQ)
- Beyoncé (VF : Maïk Darah et VQ : Hélène Mondoux) : Foxxy Cleopatra
- Michael Caine (VF : Michel Le Royer et VQ : Vincent Davy) : Nigel Powers
- Michael York (VF : Hervé Bellon et VQ : Hubert Gagnon) : Basil Exposition
- Robert Wagner (VF : Dominique Paturel et VQ : Jean-Marie Moncelet) : Numéro Deux
- Rob Lowe (VQ : Jean-Marie Moncelet) : Numéro Deux jeune
- Fred Savage (VF : Alexandre Gillet et VQ : Hugolin Chevrette-Landesque) : Numéro Trois
- Seth Green (VF : Pierre Tessier et VQ : Sylvain Hétu) : Scott Denfer (Scott Evil en VO, Scott Terreur en VQ)
- Verne Troyer (VQ : Benoît Rousseau) : Mini-Moi (Mini-Me en VO)
- Mindy Sterling (VF : Christine Delaroche et VQ : Chantal Baril) : Frau Farbissina
- Masi Oka (VF: Emmanuel Curtil) : un Japonais
- Brian Tee (VQ : Marc Labrèche) :  un Japonais
- Diane Mizota (en) : Fook Mi (Fourre Moi en VQ)
- Carrie Ann Inaba : Fook Yu (Fourre Cul en VQ)
- Nobu Matsuhisa (VQ : Jacques Lavallée) : Monsieur Roboto
- Aaron Himelstein (VF : Emmanuel Curtil) : Austin Powers (adolescent)
- Josh Zuckerman (VF : Emmanuel Curtil) : Docteur Denfer (adolescent)
- Eddie Adams : Basil Exposition (adolescent)
- Evan Farmer (en) : Numéro Deux (adolescent)
- Clint Howard : l'opérateur radar Mandrin Ritter (Johnson Ritter en VO)
- Tom Lister, Jr. : prisonnier
- Esther Scott (en) (VQ : Carole Chatel) : la juge
- Jeannette Charles : la reine Élisabeth II

## Caméos
- Tom Cruise (VF : Patrick Poivey et VQ : Gilbert Lachance) : lui-même / Austin Powers du film
- Danny DeVito (VF : Philippe Peythieu et VQ : Luis de Cespedes) : lui-même / Mini-Moi du film
- Gwyneth Paltrow (VF : Juliette Degenne et VQ : Natalie Hamel-Roy) : elle-même / Penny Sénorme (Dixie Normous en VO, Trésor Gasmique en VQ)
- Kevin Spacey (VF : Gabriel Le Doze et VQ : Pierre Auger) : lui-même / Docteur Denfer du film
- John Travolta (VF : Emmanuel Curtil et VQ : Jean-Luc Montminy) : lui-même / Goldmember du film
- Steven Spielberg (VF : Denis Boileau et VQ : Sébastien Dhavernas) : lui-même
- Quincy Jones (VQ : Yves Corbeil) : lui-même
- Britney Spears (VF : Barbara Beretta) : elle-même
- Ozzy Osbourne (VQ : Marc Bellier) : lui-même
- Sharon Osbourne (VQ : Huguette Gervais) : elle-même
- Kelly Osbourne : elle-même
- Jack Osbourne (VF : Fabrice Josso) : lui-même
- Nathan Lane : Mysterious Disco Man

## Bande originale
Albums de Divers artistes
BO : Austin Powers : L'espion qui m'a tirée
(1999)

### Liste des morceaux
1. Work It Out – Beyoncé
2. Miss You (Dr Dre Remix 2002) – The Rolling Stones
3. Boys (Co-Ed Remix) – Britney Spears featuring Pharrell Williams (N*E*R*D)
4. Groove Me – Angie Stone
5. Shining Star – Earth, Wind and Fire
6. Hey Goldmember – Foxxy Cleopatra (pt) featuring Devin and Solange
7. Ain't No Mystery – Smash Mouth
8. Evil Woman – Soul Hooligan featuring Diana King
9. 1975 – Paul Oakenfold
10. Hard Knock Life (Ghetto Anthem) (Dr Evil Remix) – Dr Evil (en)
11. Daddy Wasn't There – Ming Tea (en) featuring Austin Powers
12. Alfie (What's It All About, Austin?) – Susanna Hoffs

## Accueil

### Accueil critique
Aux États-Unis, le long-métrage a reçu un accueil critique généralement favorable :
- Les utilisateurs du site Internet Movie Database ont donné un vote moyen pondéré de 6,2⁄10 sur la base de 193 239 critiques[8].
- La presse américaine sur le site Metacritic a des avis généralement favorable, le score obtenu est de 62⁄100 sur la base de 34 avis critiques. Le public est également reconnaissant en obtenant une moyenne de 6,7⁄10 sur la base de 143 évaluations[4].
- Sur le site agrégateur américain Rotten Tomatoes, le film bénéficie d'un taux d'approbation de 53 % basé sur 187 opinions (100 critiques positives et 87 négatives) et d'une note moyenne de 5,81⁄10. Le consensus critique du site Web se lit comme suit : « Alors que la structure narrative est désordonnée et n'a pas beaucoup de sens, le troisième volet de la franchise Austin Powers contient suffisamment de morceaux inspirés pour divertir. »[5].

En France, les retours sont tout aussi favorables :
- Le site Allociné recense une moyenne des critiques presse de 3,6⁄5 sur la base 23 critiques[6] et recense une moyenne de 2,5⁄5 sur la base 226 critiques de la part des spectateurs[9].
- Sur le site SensCritique, le long métrage obtient une moyenne de 5,8⁄10 sur la base d’environ 11 000 retours du public dont 153 coups de cœur et 723 envies[10].
- L'hebdomadaire culturel français Télérama note le long métrage 3,0⁄5 en commentant comme suit : « Du pur comique visuel, du beau rire des origines. ». Quant à ses lecteurs, l'hebdomadaire recense une moyenne de 2,63⁄5 pour 1 126 notes[7].

### Box-office
| Pays ou région            | Box-office                                  | Date d'arrêt du box-office               | Nombre de semaines |
| ------------------------- | ------------------------------------------- | ---------------------------------------- | ------------------ |
| États-Unis (1er week-end) | 3 553 719 $ 73 071 188 $                    | 25 juillet 2002 du 26 au 28 juillet 2002 | -                  |
| États-Unis Canada         | 213 307 889 $                               | -                                        | -                  |
| États-Unis                | 36 864 000 entrées                          | -                                        | -                  |
| France Paris              | 4 303 052 $ 695 742 entrées 189 830 entrées | 12 novembre 2002                         | 3                  |
| Total hors États-Unis     | 83 630 912 $                                | -                                        | -                  |
| Total mondial             | 296 938 801 $                               | -                                        | -                  |

## Distinctions
Entre 2002 et 2003, Austin Powers dans Goldmember a été sélectionné 27 fois dans diverses catégories et a remporté 5 récompenses.

### Récompenses
| Année | Festivals de cinéma    | Prix                                                             | Lauréat(es)       |
| ----- | ---------------------- | ---------------------------------------------------------------- | ----------------- |
| 2003  | BMI Film and TV Awards | Prix BMI de la meilleure musique de film                         | George S. Clinton |
| 2003  | Canadian Comedy Awards | Canadian Comedy Award pour une performance masculine assez drôle | Mike Myers        |
| 2003  | Canadian Comedy Awards | Canadian Comedy Award pour un scénario de film assez drôle       | Mike Myers        |
| 2003  | Kids' Choice Awards    | Blimp Award du film préféré                                      | -                 |
| 2003  | MTV Movie & TV Awards  | MTV Movie Award de la meilleure performance comique              | Mike Myers        |

### Nominations
| Année | Festivals de cinéma                                                  | Catégorie                                         | Nommé(es)                                                                         |
| ----- | -------------------------------------------------------------------- | ------------------------------------------------- | --------------------------------------------------------------------------------- |
| 2002  | Golden Schmoes Awards                                                | Meilleure comédie de l'année                      | -                                                                                 |
| 2002  | Golden Schmoes Awards                                                | La plus grande déception de l'année               | -                                                                                 |
| 2002  | Teen Choice Awards                                                   | Meilleur film de l'été                            | -                                                                                 |
| 2002  | Teen Choice Awards                                                   | Révélation féminine de l'année                    | Beyoncé                                                                           |
| 2003  | Academy of Science Fiction, Fantasy and Horror Films - Saturn Awards | Meilleurs costumes                                | Deena Appel                                                                       |
| 2003  | Black Reel Awards                                                    | Meilleure performance exceptionnelle              | Beyoncé                                                                           |
| 2003  | Black Reel Awards                                                    | Meilleure chanson                                 | Beyoncé, Chad Hugo et Pharrell Williams (pour la chanson Work It Out)             |
| 2003  | Empire Awards                                                        | Meilleur acteur                                   | Mike Myers                                                                        |
| 2003  | Empire Awards                                                        | Meilleure scène                                   | pour la scène d'ouverture                                                         |
| 2003  | Hollywood Makeup Artist and Hair Stylist Guild Awards                | Meilleure coiffure d'époque                       | Candy L. Walken, Jeri Baker et Susan V. Kalinowski                                |
| 2003  | Hollywood Makeup Artist and Hair Stylist Guild Awards                | Meilleure coiffure de personnage                  | Candy L. Walken, Jeri Baker et Susan V. Kalinowski (pour Mike Myers)              |
| 2003  | Kids' Choice Awards                                                  | Acteur de cinéma préféré                          | Mike Myers                                                                        |
| 2003  | Kids' Choice Awards                                                  | Coup de pied féminin préféré                      | Beyoncé                                                                           |
| 2003  | Kids' Choice Awards                                                  | Pet préféré dans un film                          | Mike Myers                                                                        |
| 2003  | MTV Movie & TV Awards                                                | Meilleur méchant                                  | Mike Myers                                                                        |
| 2003  | MTV Movie & TV Awards                                                | Meilleure performance exceptionnelle féminine     | Beyoncé                                                                           |
| 2003  | MTV Video Music Awards                                               | Meilleure vidéo de film                           | Britney Spears (pour la chanson de Britney Spears feat. Pharrell Williams : Boys) |
| 2003  | Satellite Awards                                                     | Meilleur DVD                                      | -                                                                                 |
| 2003  | Satellite Awards                                                     | Meilleurs costumes                                | Deena Appel                                                                       |
| 2003  | Satellite Awards                                                     | Meilleure chanson originale                       | Beyoncé, Chad Hugo et Pharrell Williams (pour la chanson Work It Out)             |
| 2003  | Teen Choice Awards                                                   | Meilleur acteur de cinéma dans un film de comédie | Mike Myers                                                                        |
| 2003  | Teen Choice Awards                                                   | Meilleure révélation féminine                     | Beyoncé                                                                           |

## Autour du film

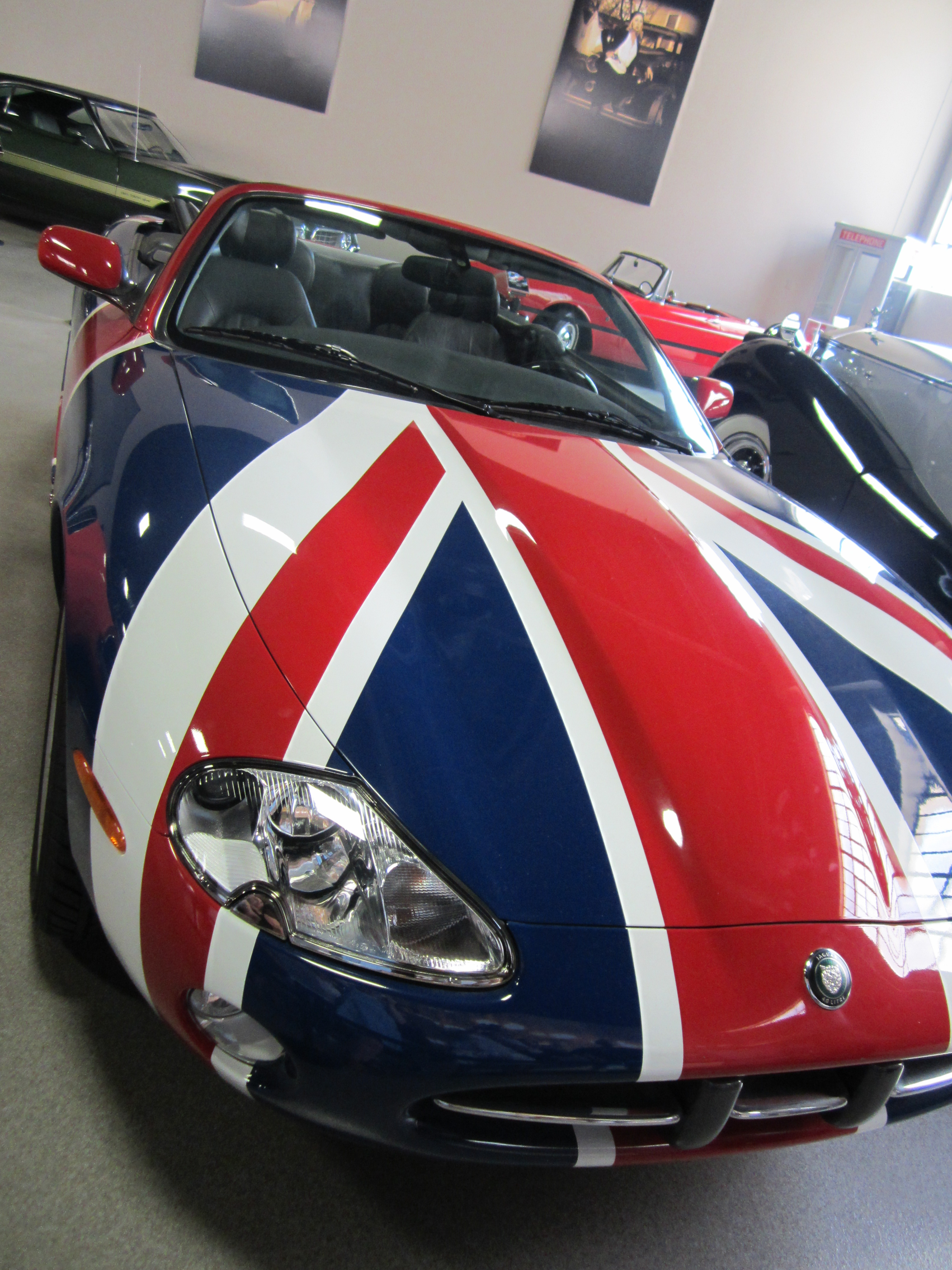
La Jaguar XK8 d'Austin Powers

- Goldmember est un jeu de mots sur Goldfinger. Member signifie 'membre', et peut désigner le pénis dans un contexte sexuel.
- La scène où le docteur Denfer est en prison (dans la cage en plexiglas) contient plusieurs allusions aux films Hannibal Lecter : 
  - la cage en plexiglas
  - sa posture
  - sa façon de parler
  - le « souvenez-vous, allez »
  - quand il court, à la fin, en direction de la scène pour dire un dernier mot en urgence à Austin.
- Comme dans le volet précédent, Mike Myers joue un rôle de plus, ce qui lui fait quatre rôles dans le film.
- Monsieur Roboto est le titre d'une chanson du groupe Styx.
- Monsieur Roboto offre des champignons shiitake à Austin et Foxxy, mais une bonne partie du sous-titre please eat some shitake mushrooms (veuillez manger des champignons shiitake) étant cachée (gag récurrent de la scène), il semble dire Please eat some shit. (Veuillez manger de la merde.) Le problème est que le nom du champignon est ici écrit avec un seul i (pour exploiter un jeu de mots et aussi parce que c'était une orthographe répandue à l'époque du film).
- Le nom du Tita nique en mer, le yacht de Nigel Powers, est un jeu de mots basé sur le nom du Titanic.
- La blague de Nigel Powers sur les Hollandais (« Il y a deux choses que j'abhorre dans ce monde : les personnes qui sont intolérantes envers les personnes de cultures différentes et les Hollandais. »)  est un hommage à un sketch des Monty Python sur un militaire faussement tolérant.
- L'espionne que l'on voit au début dans le pré-générique du (faux) film tourné par Steven Spielberg s'appelle Penny Sénorme (Trésor Gasmique au Québec). C'est un jeu de mots basé sur pénis énorme et Moneypenny des films de James Bond.
- Jeannette Charles a déjà joué le rôle de la reine Élisabeth II dans Y a-t-il un flic pour sauver la reine ?.
- Dans la version originale du film, le parler argot d'autrefois employé par Austin et son père afin que les Américaines entourant Nigel ne puissent divulguer ce qu'ils vont se dire est le cockney.
- La scène où l'on voit la voiture de Nigel Powers sauter, est tirée du film Hurry Sundown de 1967.
- Il existe une version non censurée du film, malheureusement indisponible en DVD, mais elle est sortie en 2002 dans certains pays. Dans cette version, le clip de Dr Denfer est plus explicite, les insultes ne sont pas bipées et les seins de la danseuse ne sont pas floutés. De même, la scène dans le vestiaire des sumos est radicalement différente. Nous voyons les fesses de Gras Double lorsqu'il regarde ses déjections dans la cuvette. Et lorsque les sumos retirent leur couche, nous voyons pleinement leur nudité, le panier de Foxxy ne cachant plus leurs parties génitales puisqu'ils enlèvent leur couche avant qu'elle ne passe. Dans le bain, les sumos ne portent pas de serviette et sont entièrement nus. Cette version était prévue pour la sortie internationale, mais a été jugée trop explicite et montrant de la nudité de manière banale.
- Il était au départ prévu que Foxxy couche avec Gras Double, comme cela a été fait dans le deuxième film avec Felicity. Dans cette version, Foxxy devait approcher Gras Double au club de sumos et coucher avec lui pour obtenir des informations sur Roboto. La scène devait être encore plus répugnante que celle de l'épisode 2, puisqu'on aurait vu Gras Double émettre des flatulences dans le lit tout en mangeant, tandis que Foxxy était recouverte de poulet. Dans cette même scène, le fétichisme des pieds de Gras Double aurait dû être visible, puisqu'il sentait les chaussures de Foxxy discrètement, tout en revendiquant avoir une érection. D'ailleurs, un clin d'œil à cette idée de scénario est visible dans le film, lorsque Gras Double tente de lécher les chaussures de Foxxy. Cette idée n'a pas été retenu, car l'actrice Beyoncé trouvait ça beaucoup trop dégoûtant pour un premier rôle au cinéma.
- Plusieurs actrices étaient pressentis pour le rôle de Foxxy, comme Jennifer Lopez, Jessica Alba, Halle Berry ou encore Rosario Dawson et Zoe Saldana.
- Sigourney Weaver devait jouer dans le film, en caméo. Elle devait jouer une assistante qui donne les serviettes aux sumos après que ceux-ci aient enlevé leurs couches. Cela ne s'est pas fait à cause de son emploi du temps.
- Rob Lowe qui interprete Numéro Deux (jeune) dans Austin Powers 2 : L'Espion qui m'a tirée (1999) & Austin Powers dans Goldmember (2002), joue "l'ami de l'homme de main décapité" dans Austin Powers (1997).